# Shin Yi
Shin Yi 신이 de son vrai nom Jang Seung-hee 장승희 est une actrice sud-coréenne née le 6 novembre 1978 à Daegu. Diplômée de l'université de Daekyeong, elle apparaît pour la première fois en 1998 à la télévision pour un rôle mineur de Whispering Corridors. Elle joue le rôle principal d'un film en 2001, dans Yellow Hair 2, mais connaît la consécration au grand public pour son interprétation dans le film Sex Is Zero en 2002.
Shin Yi tourne dans la série Something Happened in Bali (en) pour lequel elle reçoit le prix de meilleur actrice secondaire au  SBS Drama Awards.
L'année d'après, elle est nommée pour le même prix au Grand Bell Awards pour son rôle dans Petit ami de type B.

## Filmographie
- 2001 : Yellow Hair 2
- 2004 : Shinsukki Blues
- 2004 : Sisily 2km
- 2005 : Petit ami de type B

### Films
| Année | Title                                              | Titre d'origine             | Rôle                 |
| ----- | -------------------------------------------------- | --------------------------- | -------------------- |
| 2000  | The Truth Game                                     | 진실게임                    | Girl 1               |
| 2001  | Yellowhead 2                                       | 노랑머리 2                  | Y                    |
| 2002  | Color Immediate Attack                             | 색즉시공                    | Park Kyung-ju        |
| 2003  | The Great Legacy                                   | 위대한 유산                 | Sung-hee             |
| 2003  | The Romantic Assassin                              | 낭만자객                    | Shin                 |
| 2004  | Anima                                              | 령                          | Mi-kyung             |
| 2004  | Everybody Has Secrets (en)                         | 누구나 비밀은 있다          | Woman Who Breaks Up  |
| 2004  | Sisily 2 km                                        | 시실리 2km                  | Ghost                |
| 2004  | Neolithic Blues                                    | 신석기 블루스               | Miss Zhang           |
| 2005  | Uncle Kidari                                       | 키다리 아저씨               | Kang Jung Jung       |
| 2005  | Type B Boyfriend                                   | B형 남자친구                | Chae-hyung           |
| 2005  | The Big Family                                     | 간 큰 가족                  | Chunja               |
| 2005  | Family Crisis - Family Glory 2                     | 가문의 위기 - 가문의 영광 2 | Oh Sun-nam           |
| 2006  | The Savior                                         | 구세주                      | Go Eun-joo           |
| 2006  | Resurrection of the Family - Glory of the Family 3 | 가문의 부활 - 가문의 영광 3 | Oh Sun-nam           |
| 2006  | "Who slept with her?                               | 누가 그녀와 잤을까?         | Urologist            |
| 2007  | The Worst Man of My Life                           | 내 생애 최악의 남자         |                      |
| 2007  | Color Immediate Attack Season 2                    | 색즉시공 시즌 2             | Gyeongju             |
| 2007  | One Sided Mind                                     | 일편단심 양다리             | Park Se-young        |
| 2008  | While You Were Sleeping                            | 당신이 잠든 사이에          | Mrs. Jun-hwan        |
| 2008  | Soon-Yi of My Man                                  | 내 남자의 순이              | Daughter-in-law Rami |
| 2011  | Guest 1: The First Story                           | 손님1 첫번째 이야기         | Nayeon               |
| 2013  | Holly                                              | 홀리                        | Holly                |

### Séries télévisées
| Année | Title                                                  | Titre d'origine                         | Rôle                    | Chaîne    |
| ----- | ------------------------------------------------------ | --------------------------------------- | ----------------------- | --------- |
| 2004  | What Happened in Bali                                  | 발리에서 생긴 일                        | Bang Mi-hee             | SBS       |
| 2004  | MBC Best Theater - Big Brother Lives in Shaolin Temple | MBC 베스트극장 - 소림사에는 형님이 산다 | Mi-ok                   | MBC       |
| 2005  | Green Rose                                             | 그린 로즈                               |                         | SBS       |
| 2007  | Workplace Love                                         | 직장연애사                              | Ji-ae                   | OCN       |
| 2009  | Partner                                                | 파트너                                  | Choi Soon-i             | KBS2      |
| 2014  | KBS Drama Special - Suspicious Ward 7                  | KBS 드라마 스페셜 - 수상한 7병동        |                         | KBS2      |
| 2014  | Miss Hyena                                             | 미스 하이에나                           | Son Jung-hee            | Naver TV  |
| 2015  | Miss Mamma Mia                                         | Miss 맘마미아                           | Seo Haru's birth mother | KBS drama |
| 2015  | "What the hell is going on?                            | 도대체 무슨 일이야?                     | Min-a                   | web drama |
| 2017  | Medal Oh Soon Nam                                      | 훈장 오순남                             |                         | MBC       |
| 2018  | Daegun - Drawing Love                                  | 대군 - 사랑을 그리다                    |                         | TV Chosun |
| 2019  | Joseon Survival                                        | 조선생존기                              |                         | TV Chosun |
| 2020  | When I Was the Prettiest                               | 내가 가장 예뻤을 때                     | Oh Ji-young             | MBC       |